# Armenian Airlines (2022)
Armenian Airlines LLC ist eine armenische Fluggesellschaft mit operativem Sitz in Jerewan und Basis auf dem Flughafen Jerewan.

## Geschichte
Die Fluggesellschaft wurde im Dezember 2022 gegründet und führte ihren Jungfernflug am 11. März 2023 nach Moskau durch. Die Gesellschaft steht nicht im Zusammenhang mit der insolvent gegangenen Armenian Airlines, auch wenn beide Fluggesellschaften ein nahezu identisches Logo verwenden. Ihr Luftverkehrsbetreiberzeugnis erhielt die Gesellschaft am 27. Dezember 2022.

## Flugziele
Armenian Airlines bietet internationale Flüge nach Russland und in die Türkei an. Die Gesellschaft plant Flugziele nach Delhi, Teheran und Beirut.

## Flotte
Mit Stand August 2024 besteht die Flotte der Armenian Airlines aus zwei Flugzeugen mit einem Durchschnittsalter vom 14,6 Jahren:
| Flugzeugtyp     | Anzahl | bestellt | Anmerkungen | Sitzplätze | Durchschnittsalter |
| --------------- | ------ | -------- | ----------- | ---------- | ------------------ |
| Airbus A321-200 | 2      |          |             | 220        | 14,6 Jahre         |
| Gesamt          | 2      | -        |             |            | 14,6 Jahre         |